# Ayuka Suzuki
Ayuka Suzuki (Setagaya, 27 settembre 1999) è una ginnasta giapponese.

## Carriera

### Senior
Nel 2017 con la squadra vince il primo posto ai Campionati Asiatici di Astana. Nello stesso anno, ai Campionati mondiali di ginnastica ritmica 2017 di Pesaro vince l'argento al misto (3 palle e 2 funi) e due bronzi: nell'all-around e ai 5 cerchi.
Nel 2018 ai Campionati mondiali di ginnastica ritmica 2018 di Sofia vince un argento ai 5 cerchi.

## Palmarès
- Campionati mondiali di ginnastica ritmica

Pesaro 2017: argento nelle 3 palle / 2 funi, bronzo nei 5 cerchi e nell'all-around.
Sofia 2018: argento nei 5 cerchi.
Baku 2019: oro nelle 5 palle, argento nell'all-around e nei 3 cerchi / 4 clavette.